# Limbochromis
Genre
Limbochromis est un genre de poissons de la famille des Cichlidae d'Afrique de l'Ouest.

## Liste d'espèces
Selon FishBase (25 janv. 2017) et World Register of Marine Species (25 janv. 2017) :
- Limbochromis robertsi (Thys van den Audenaerde & Loiselle, 1971)

Selon ITIS (25 janv. 2017) :
- Limbochromis cavalliensis (Thys van den Audenaerde & Loiselle, 1971) qui est Chromidotilapia cavalliensis (Thys van den Audenaerde & Loiselle, 1971) pour FishBase et World Register of Marine Species.
- Limbochromis robertsi (Thys van den Audenaerde & Loiselle, 1971)